# Мухаммад Азам Шах
Мухаммад Азам Шах (8 июля 1653 — 19 июня 1707) — старший сын падишаха Аурангзеба Аламгира I, падишах Могольской империи под именем Падшах-и-Мумалик Абуль-Файз Кутб ад-дин Мухаммад Азам Шах-и-Али Джах Гази (14 марта 1707 — 19 июня 1707).

## Ранняя биография
Шахзаде Султан Мухаммад Азам Тара-мирза был старшим сыном падишаха Аламгира I и его главной жены Рабии-и-Дурани-бегум Сахибы и при этом третьим из всех сыновей Аламгира. В 1678 году в связи со смертью Азам-хана Кока отец назначил его субадаром (наместником) Бенгалии. В 1681 году шахзаде получил мансаб Шах-и-Али Джах и был объявлен наследником престола. В 1685-1686 годах Султан Мухаммад Азам Шах-и-Али Джах участвовал в военных действиях своего отца против маратхов. В 1701 году шахзаде был назначен субадаром Гуджарата. От четырёх жен имел семь сыновей и трех дочерей.

## Борьба за престол
В марте 1707 года после смерти падишаха Аурангзеба трое его сыновей, Мухаммад Муаззам, Мухаммад Азам Шах-и-Али Джах и Мухаммад Кам Бахше, начали междоусобную войну за его престол. Аламгир I назначил своим наследником старшего из оставшихся в живых сыновей шахзаде Мухаммада Муаззама, который с войском выступил из Кабула в поход на столицу — Агру. Мухаммад Азам Шах-и-Али Джах также заявил о своих претензиях на престол и провозгласил себя падишахом. Второй сын Мухаммада Муаззама шахзаде Султан Мухаммад Азим-уш-Шан с войском выступил из Бенгалии и захватил столицу. Только столичная крепость ему не сдалась. В марте 1707 года Мухаммад Азам Шах со своей армией вступил в Агру и занял престол падишаха. Начальник столичной крепости признал его верховную власть и сдался. В июне 1707 года к Агре подошел шахзаде Мухаммад Муаззам со своей армией. 18 июня 1707 года состоялась решающая битва между двумя братьями вблизи Джаджау, к югу от Агры. Мухаммад Азам Шах имел большую армию в 45 тысяч человек пехоты и 65 тысяч всадников. Его поддерживали Асад-хан и его сын Зулфикар-хан, которые играли видную роль в последние годы правления Аламгира I. Потери с обеих сторон составили около 10 тысяч человек. В сражении Мухаммад Муаззам нанес Мухаммадe Азам Шаху сокрушительное поражение. Сам Мухаммад Азам Шах и двое его сыновей погибли.

## Жёны и дети
Первоначально Мухаммада Азама обручили с его двоюродной сестрой Иран Духт Рахмат Бану (Биби Пари), дочери крупного могольского полководца Шаисты-хана (ок. 1600—1694), дяди падишаха Аурангзеба по материнской линии. Однако этот брак не состоялся из-за внезапной смерти Биби Пари в 1665 году в Дакке.
13 мая 1668 года Азам женился на ахомской принцессе Рамани Габхару, которая получила имя Рахмат Бану Бегум. Она была дочерью короля Ахома Сваргадео Джаядваджы Сингха (1648—1663), и этот брак носил политический характер.
3 января 1669 года Мухаммад Азам женился на своей двоюродной сестре, принцессе Джаханзеб Бану Бегум (? — 1705), дочери своего старшего дяди, шахзаде Дары Шукоха, и его любимой жены Надиры Бану Бегум. Джаханзеб стала его главой супругой и любимой женой. Она родила их старшего сына, принца Султана Мухаммада Бидар Бахта. Аурангзеб на протяжении всей своей жизни проявлял исключительную любовь к Азаму и Джаханзеб (своей любимой невестке) и принцу Бидару Бахту. Бидар Бахт был любимым внуком падишаха Аурангзеба.
В 1681 года Мухаммад Азам Шах женился третьим браком на биджапурской принцессе Шахар Бану Бегум из дома Адиль-шахов (титул Падшах Биби). Она была дочерью Али Адиль-шаха II, правителя Биджапура (1656—1672).
Ещё одной из его жен была мать принца Валы Джах Мирзы и принца Валы Шана. Другой была Кирпапури Махал, мать Али Табара Мирзы. Он был похоронен вместе со своей матерью в мавзолее, который она построила для себя.
У Мухаммада Азама Шаха было семь сыновей и три дочери:
- Султан Мухаммад Бидар Бахт Мирза (Бидар Шах Бахадур) (16 августа 1670 — 19 июня 1707, погиб вместе с отцом)
- Шахзаде Джаван Бахт Бахадур (до 1671 — до 1707)
- Шахзаде Сикандар Шан Бахадур (1 августа 1675 — 13 апреля 1677)
- Шахзаде Вала Джах Бахадур (5 августа 1683 — 8 июня 1707, погиб вместе с отцом)
- Шахзаде Зи Джах Бахадур (до 1684 — до 1707)
- Шахзаде Вала Шан Бахадур (3 августа 1684 — до 1707)
- Шахзаде Мухаммад Али Мирза (Вала Табар Бахадур) (ок. 1697 — 28 мая 1734)
- Наваб Гити Ара Бегум Сахиба (1685—1724)
- Шахзади Иффат Ара Бегум Сахиба
- Шахзади Наджиб ун-Нисса Бегум Сахиба